# Regionální zastupitelstvo Furlanska-Julského Benátska
Regionální zastupitelstvo Furlanska-Julského Benátska (italsky Consiglio regionale del Friuli-Venezia Giulia; furlansky Consei Regjonâl di Friûl Vignesie Julie; slovinsky Deželni svet Furlanije-Julijske krajine) je legislativním orgánem autonomního regionu Furlansko-Julské Benátsko v severovýchodní Itálii. Zastupitelstvo má 49 členů a poprvé bylo zvoleno roku 1963. Jedno křeslo v zastupitelstvu je rezervováno pro guvernéra regionu.

## Regionální vláda
Od roku 2018:
| Portfej      | Člen rady            | Strana    | Kompetence                       |
| ------------ | -------------------- | --------- | -------------------------------- |
| Guvernér     | Massimiliano Fedriga | Liga      | strategická infrastruktura       |
| Viceguvernér | Riccardo Riccardi    | FI        | zdravotnictví a sociální věci    |
| Ministryně   | Barbara Zilli        | Liga      | finance a majetek                |
| Ministr      | Sebastiano Callari   | Liga      | veřejná správa                   |
| Ministryně   | Tiziana Gibelli      | FI        | kultura a sport                  |
| Ministr      | Pierpaolo Roberti    | Liga      | lokální záležitosti a bezpečnost |
| Ministryně   | Alessia Rosolen      | nezávislá | práce a školství                 |
| Ministr      | Fabio Scoccimarro    | FdI       | životní prostředí a energetika   |
| Ministr      | Graziano Pizzimenti  | Liga      | doprava                          |
| Ministr      | Stefano Zannier      | Liga      | zemědělské a lesní zdroje        |
| Ministr      | Sergio Emidio Bini   | PFVG      | produktivní sektor               |

## Složení
Zastupitelstvo Furlanska-Julského Benátska se v současnosti skládá z následujících skupin:
| Strana | Strana                          | Ideologie                | Mandáty | Pozice  |
| ------ | ------------------------------- | ------------------------ | ------- | ------- |
|        | Liga severu                     | Pravicový populismus     | 17/49   | Vláda   |
|        | Demokratická strana             | Sociální demokracie      | 11/49   | Opozice |
|        | Forza Italia                    | Liberální konzervatismus | 5/49    | Vláda   |
|        | Projekt FVG–Odpovědná autonomie | Regionalismus            | 4/49    | Vláda   |
|        | Hnutí pěti hvězd                | Levicový populismus      | 4/49    | Opozice |
|        | Bratři Itálie                   | Národní konzervatismus   | 3/49    | Vláda   |
|        | Pakt za autonomii               | Autonomismus             | 2/49    | Opozice |
|        | Občané                          | Liberalismus             | 2/49    | Opozice |
|        | Slovinská unie                  | Zájmy slovinské menšiny  | 1/49    | Opozice |